# Rod Humble
Rod Humble (født 1. juni 1964) er Executive Producer for Sims opdeling af spilfirma Electronic Arts siden 2004. Han har bidraget til udviklingen af spil siden 1990, og er bedst kendt for sit arbejde med Electronic Arts titler, The Sims 2 og The Sims 3. Han udvikler også sit eget spil. Den 7. oktober 2008 skrev en pressemeddelelse, at Electronic Arts Inc. har forfremmet Humble til Executive Vice President og chef for The Sims Label af EA.I denne rolle vil Humble være ansvarlig for The Sims Label, som udvikler og markedsfører life-simulation spil og online communities med fokus på kreativitet, fællesskab og humor.

## Ekstern henvisning
- Rod Humble på Internet Movie Database (engelsk)